# 沃爾基爾 (紐約州阿爾斯特縣)
沃爾基爾（英語：Wallkill）是位於美國紐約州阿爾斯特縣的普查規定居民點。

## 人口
根據2020年美國人口普查的數據，沃爾基爾的面積為7.94平方千米，皆為陸地。當地共有人口2166人，而人口密度為每平方千米272.8人。